# Feux d'artifice (Debussy)
Pour un article plus général, voir Préludes de Debussy.
Pour les articles homonymes, voir Feu d'artifice (homonymie).
Feux d'artifice est le douzième et denier prélude du deuxième livre des Préludes pour piano de Claude Debussy. 

## Présentation
Feux d'artifice est composé entre 1911 et 1912, et créé à Paris le 5 avril 1913 à la Société nationale de musique, par le pianiste Ricardo Viñes. L'œuvre est également donnée au sein du cycle complet du deuxième livre des Préludes, le 12 juin 1913 à Londres, au Aeolian Hall, par Walter Rummel.
La partition est publiée par Durand en 1913.

## Analyse et commentaires
Feux d'artifice, d'une durée moyenne d'exécution de cinq minutes environ, est en fa majeur, « modérément animé, léger, égal et lointain », à 
.
La pièce, « brillante et poétique » pour Harry Halbreich, est la plus développée du second livre des Préludes et termine le recueil « dans l'éclat de ses gerbes de lumière », en véritable feu d'artifice. Guy Sacre souligne que le prélude, « apothéose des deux livres de Préludes, [est] l'un des morceaux de Debussy les plus prisés des virtuoses ».
Pour Alfred Cortot, c'est « un enchantement de virtuosité évocatrice. Vapeurs dormantes des flammes de Bengale d'où se détachent des étincelles solitaires, grésillement des fusées, lentes descentes paraboliques des étoiles, ronronnements des soleils, éblouissements des bouquets multicolores, tout ce qui scintille et qui brille dans la nuit, toute la féerie des lumières est dans cette musique. Et, par une coquetterie de peintre qui soigne sa mise en page, Debussy glisse, dans les dernières mesures, quelques notes de la Marseillaise qui sont toute la poésie populaire des soirs poussiéreux des 14-Juillet ».
Halbreich relève l'aspect graphique lisztien de la partition, « avec ses chaînes d'arpèges, ses cadences, ses traits en octaves [...], ce déploiement de virtuosité transcendante [qui] est l'instrument d'un réalisme étonnamment efficace », au service de « l'une des pièces les plus hardiment novatrices de Debussy : athématique, atonale et statique. Sa structure presque informelle ne s'appuie — cas très exceptionnel — sur aucune unité tonale ».
Éric Lebrun souligne que « c'est effectivement un « feu d'artifice » d'effets sonores extraordinaires, le compositeur ne reculant devant aucune superposition tonale (du cluster au demi-ton égrené du bout des doigts au début de la pièce à la Marseillaise en ut sur pédale lointaine ré -la ) ».
Le morceau, en douze sections, s'ouvre sur « une rumeur confuse, rappelant le début de Brouillards », avant « le départ des premières fusées (un glissando vertigineux [...]), et les premières étincelles (ce trille rapide où crépitent les secondes phosphorescentes). Alors seulement de lumineux arpèges introduisent ce qui sera le leitmotiv de la pièce, davantage un appel qu'un thème, avec son saut de quinte caractéristique ». Plus loin, survient « un moment d'intense émotion, hélas trop court : en fa dièse mineur (mes. 57-60), avec ce chant étrangement désabusé, tendu sur des arpèges qu'on jurerait de harpe ». Enfin, après l'épuisement des dernières fusées de la fête, « il y a aussi, et peut-être surtout, [...] cette coda merveilleuse, une des plus inoubliables de Debussy : sur un trémolo presque inaudible, formant pédale de ré  dans le fond du clavier, résonne au lointain [...] un fragment de Marseillaise, en ut (« Formez vos bataillons... Marchons, marchons... »), que rejoint un ultime sursaut du motif principal, déjà enfoui dans le souvenir ». Une conclusion non sans mélancolie : « comme dans Fêtes (Nocturnes pour orchestre), la joie est envolée, le lieu des réjouissances désert. Dans l'aube frileuse et décolorée rampent les lambeaux de fumée à l'âcre senteur de salpêtre... ».

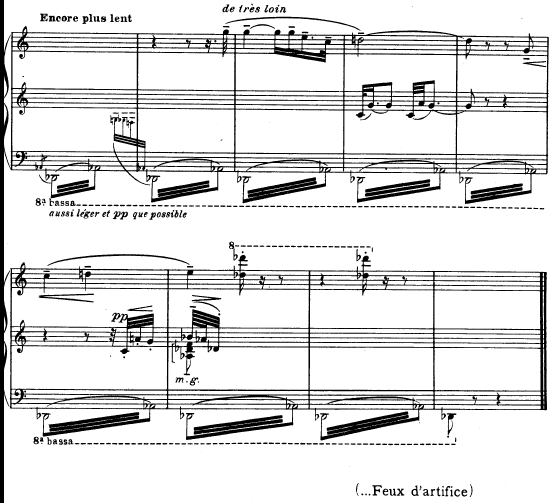
Dernières mesures de Feux d'artifice.

Dans le catalogue des œuvres du compositeur établi par le musicologue François Lesure, Feux d'artifice porte le numéro L 131 (123) no 12.

## Discographie sélective
- Debussy : Piano works Vol. 4, François-Joël Thiollier (piano), Naxos 8.553293, 1998[8].
- Debussy: Préludes, Steven Osborne (piano), Hyperion Records CDA 67530, 2006[9].
- Debussy : Complete Works for Piano, Volume 1, Jean-Efflam Bavouzet (piano), Chandos Records CHAN 10421, 2007[10].
- Debussy : The Solo Piano Works, Noriko Ogawa (piano), BIS Records CD 1955/56, 2012[11].
- Claude Debussy : The complete works, CD 4, Yuri Egorov (piano), Warner Classics, 2018[12].